# Temrjuk
Temrjuk (russisch Темрюк) ist eine Stadt in der Region Krasnodar (Russland) mit 38.046 Einwohnern (Stand 14. Oktober 2010).

## Geografie
Die Stadt liegt nahe der Nordküste der Taman-Halbinsel etwa 130 km westlich der Regionshauptstadt Krasnodar am rechten Ufer des südwestlichen Arms des Kuban unweit seiner Mündung in das Asowsche Meer.
Temrjuk ist Verwaltungszentrum des gleichnamigen Rajons.
Die Stadt ist Endpunkt einer Eisenbahnstrecke, die von der an die Westspitze der Halbinsel Taman führenden Strecke Krymskaja–Kawkas abzweigt.
Temrjuk besitzt einen See- und Fischereihafen fünf Kilometer nördlich der Stadt.

## Geschichte

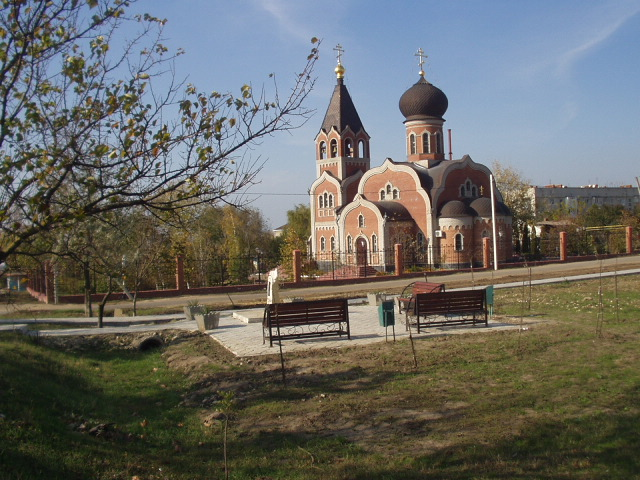
Kirche in Temrjuk

Nachdem die Mongolen das Kubangebiet erobert hatten, gründeten sie 1237 an der Stelle des heutigen Temrjuk eine erste Stadt.
Auch in der Folge war die Kontrolle über den strategisch günstig an der Kubanmündung gelegenen Ort begehrt. Im 14. Jahrhundert befand sich hier die genuesische Handelskolonie Copa.
1483 wurde die Kolonie vom Khanat der Krim erobert und war gegen Ende des 15./Anfang des 16. Jahrhunderts unter krimtatarischer Herrschaft als (in russifizierter Form) Tumnew bekannt.
Im 16. Jahrhundert eroberte der kabardinische Fürst Temrjuk Aidarowitsch mit russischer Unterstützung die Taman-Halbinsel und errichtete die Festung Nowy Temrjuk (Neu-Temrjuk). 1570 eroberten die Tataren das Gebiet zurück und benannten die Festung und Stadt in Adis um.
Im 17. und 18. Jahrhundert gehörten die Taman-Halbinsel und Festung Temrjuk zum Osmanischen Reich. Im Ergebnis des Russisch-Osmanischen Krieges von 1768 bis 1774 kam das Gebiet zum Russischen Reich. 1778 wurde eine erste russische Befestigungsanlage errichtet – die Starotemrjukskoje ukreplenije (Alttemrjuker Befestigung). 1793 wurden Kosaken angesiedelt, deren Siedlung mehrmals ihren Status wechselte, bis sie 1843 Staniza wurde und 1860 das Stadtrecht unter dem heutigen Namen erhielt. Von 1860 bis 1910 war Temrjuk Verwaltungszentrum eines Kreises der Oblast Kuban.
Im Zweiten Weltkrieg wurde Temrjuk am 24. August 1942 von der deutschen Wehrmacht besetzt und am 27. September 1943 von Truppen der Nordkaukasusfront der Roten Armee mit Unterstützung der Schwarzmeerflotte im Rahmen der Noworossijsk-Taman-Operation zurückerobert.

### Bevölkerungsentwicklung
| Jahr | Einwohner |
| ---- | --------- |
| 1897 | 14.734    |
| 1926 | 15.900    |
| 1939 | 23.226    |
| 1959 | 22.182    |
| 1970 | 23.172    |
| 1979 | 31.895    |
| 1989 | 33.163    |
| 2002 | 36.118    |
| 2010 | 38.046    |

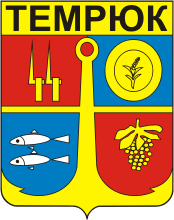
Sowjetisches Stadtwappen (1976)

Anmerkung: Volkszählungsdaten (1926 gerundet)

## Kultur und Sehenswürdigkeiten

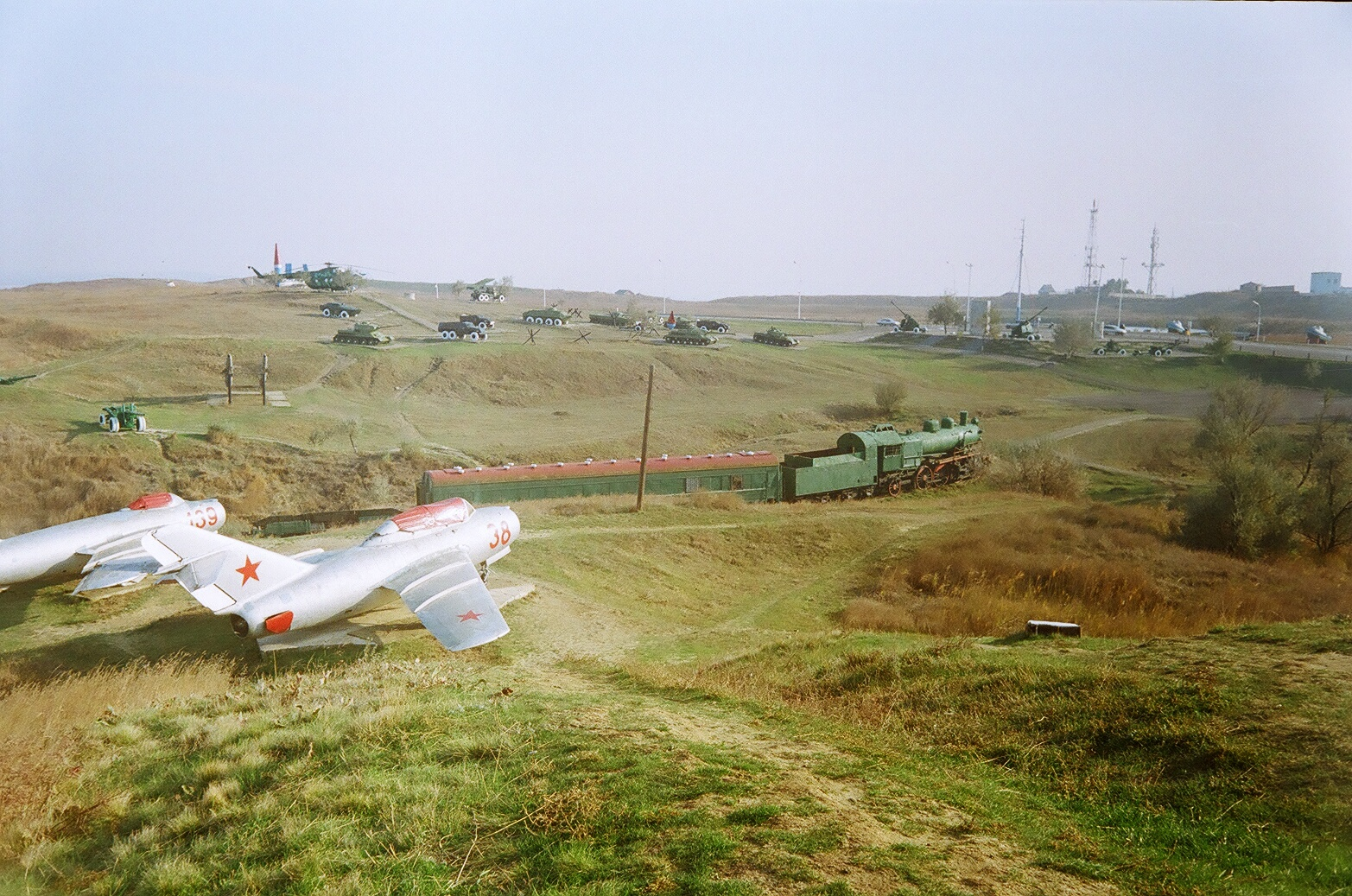
Freilichtmuseum Wojennaja gorka

Temrjuk besitzt ein Historisch-archäologisches Museum sowie eine Freilichtmuseum für Militärtechnik (Wojennaja gorka).
Auf dem Gebiet des Rajons, auf der Taman-Halbinsel, befindet sich eine Reihe archäologischer Fundstätten an Stelle antiker griechischer Kolonien, wie Phanagoria und Hermonassa sowie später an ihrer Stelle errichteten genuesischer und russischer Siedlungen, z. B. Tmutorokan.
Zu den Natursehenswürdigkeiten gehört die Sumpf- und Lagunenlandschaft (hier Limane genannt) des Kubandeltas sowie eine Reihe von Schlammvulkanen auf dem Stadtgebiet und in der Umgebung.

## Wirtschaft
Temrjuk ist Zentrum des Fischfangs und der Fischverarbeitung sowie als Zentrum eines Landwirtschaftsgebietes auch der Lebensmittelindustrie. Daneben Betriebe des Gerätebaus und der Baumaterialienwirtschaft.
Die Küste des Asowschen Meeres unweit der Stadt ist Urlaubsgebiet, die Staniza Golubizkaja zudem balneologischer Kurort auf Grundlage brom- und iodhaltiger Heilschlämme.

## Söhne und Töchter der Stadt
- Pjotr Wetschny (1891–1957), Generalleutnant[2]
- Dmitri Jurjewitsch Pirog (* 1980), Boxer